# Muškat momjanski
Muškat momjanski (Muškat istarski), autohtona je sorta momjanštine. Zahvaljujući položaju i mikroklimi jedinstven je na svijetu.
Vino je apsolutnog sjaja i ljepote, zlatnožute boje, raskošne arome i bogatog okusa. Upravo zbog toga, vino se pije na kraju kao kruna obroka.
Poslužuje se na 8 do 10°C.

## Vanjske poveznice
- Mali podrum  Arhivirana inačica izvorne stranice od 28. rujna 2007. (Wayback Machine) - Muškat momjanski; hrvatska vina i proizvođači